# Хоф-Пальмахим
Национальный парк Хоф-Пальмахи́м (ивр. גן לאומי חוף פלמחים‎) — один из национальных парков Израиля (см. Список национальных парков Израиля). Расположен к югу от Ришон-ле-Циона, рядом с кибуцем Пальмахим. На севере граничит с национальным парком «Устье реки Сорек» (ивр. גן לאומי שפך נחל השורק‎). Национальный парк Хоф-Пальмахим — природный объект, в котором под охраной находятся три основных компонента: дикий сохранивший природный пляж, прибрежная гряда дюн, руины древнего города и порта Явне-Ям, носящие название Тель-Явне-Ям. На территории национального парка также располагается известный морской пляж с инфраструктурой для любителей пляжного отдыха. Управление природы и парков Израиля обустроило пляж для купания, разметило пешеходные тропы, проводит археологические раскопки на территории парка.
Археологи на территории парка случайно нашли погребальную пещеру времён египетского фараона Рамзеса II, закрытую людьми около 3300 лет назад.
В 2023 году пожилая женщина подобрала на пляже странный камень, который оказался статуэткой богини Хатхор. Она передала находку в Управление древностей.
Основан в 2003 году.

## Дикий пляж
Дикий пляж — один из последних пляжей, оставленных в естественном состоянии в Израиле, также служит местом обитания морских черепах, находящихся под угрозой исчезновения во всем Средиземноморском бассейне. Дикий пляж — место цветения пляжных лилий. Управление природы и парков Израиля оберегает черепаховые яйца и обеспечивает безопасный путь вылупившихся черепах к морю. На территории парка находится черепаховая ферма.

## Песчаные дюны
Песчаные дюны, охраняемые в парке Хоф-Пальмахим, является уникальной в мировом масштабе средой обитания, позволяющей развиваться особым и редким видам флоры и фауны. Песчаные дюны долгое время доминировали над всем побережьем Израиля: в 1948 году, когда было образовано Государство Израиль, дюны занимали площадь в 462 квадратных километра, три четверти из которых располагались к югу от Тель-Авива, однако в настоящее время к югу от Ришон-ле-Циона они практически исчезли. Задачей национального заповедника является сохранение дюн на его территории. Дюны покрыты густой растительностью, особенно выделяются колючий кустарник дереза (вид Lycium schweinfurthii), ракитник белый (Retama raetam) и вьющийся кустарник Persion большой. Белый ракитник цветёт в феврале множеством белых цветков. Другое распространенное растение — полынь односемянная (Artemisia monosperma. У побережья растут растения, сумевшие выработать защиту от постоянного солёного бриза с моря: пляжный вьюнок ипомея обыкновенная (Ipomoea stolonifera), морская сушеница (Otanthus maritimus), морской нарцисс. Фауна парка: орикс, обыкновенная газель (Gazella gazella), шакал, бурая лиса и дикий кабан. Уникальны: литоринх (песчаная змея Lytorhynchus diadema), синайская гребнепалая ящерица (бахромчатая ящерица Нидуа Acanthodactylus scutellatus) и клиноголовый сцинк (цилиндрический сцинк Гюнтера Chalcides guentheri).

## Руины порта Явне-Ям
Руины порта Явне-Ям — остатки города среднеханаанского периода, окруженные массивным древним (3500 лет) валом, построенным в эпоху средней бронзы. Находятся в южной части парка. На выступающем в море утёсе сохранились руины исторических периодов: периода Первого Храма, персидского, эллинистического, римского и периода крестоносцев.
При правлении мамлюков (1260—1516) город носил имя Минат Рубин — порт Рубин (по имени мечети Наби Рубин).
На территории можно найти водные сооружения и древние сельскохозяйственные сооружения, обнаруженные в ходе археологических раскопок.